# Psygmatocerus
Psygmatocerus is een kevergeslacht uit de familie van de boktorren (Cerambycidae). De wetenschappelijke naam van het geslacht werd voor het eerst geldig gepubliceerd in 1828 door Perty.

## Soorten
Psygmatocerus omvat de volgende soorten:
- Psygmatocerus guianensis Tavakilian & M. L. Monné, 2002
- Psygmatocerus pubescens Bruch, 1926
- Psygmatocerus wagleri Perty, 1828